# Scelostenopterina femorata
Scelostenopterina femorata är en tvåvingeart som beskrevs av Friedrich Georg Hendel 1914. Scelostenopterina femorata ingår i släktet Scelostenopterina och familjen bredmunsflugor. Inga underarter finns listade i Catalogue of Life.